# 신라중학교 (경북)
신라중학교(新羅中學校)는 대한민국 경상북도 경주시 황성동에 위치한 공립 중학교이다.

## 학교 연혁
- 1954년 5월 17일 : 학교설립인가 (9학급)
- 1995년 10월 17일 : 체육관 준공(1333.5m2)
- 1999년 10월 28일 : 과학교육 시범학교 운영(도교육청 지정)
- 2007년 11월 23일 : 알천도서관 개관
- 2009년 2월 28일 : 영어전용교실, 역사자료관 개관
- 2011년 3월 1일 : 도교육청 학교도서관 시범학교 지정
- 2022년 3월 1일 : 제29대 손석락 교장 취임
- 2024년 2월 8일 : 제68회 졸업식(졸업생 157명) 총 졸업생 수(24,408명)
- 2024년 3월 4일 : 제71회 입학식(입학생 176명)

## 참고 자료
- 신라중학교 - 한국교육학술정보원 학교알리미